# Liste von Mühlen im Kahlgrund
Die Liste von Mühlen im Kahlgrund enthält eine Auswahl von Wassermühlen, die im Kahlgrund stehen oder standen.

## Legende
1. Aufbau:
- – Anzahl der Mühlräder
- – Anzahl zusätzlicher Mahlgänge/Schneid-, Poch- oder Schlagwerke

2. Name (Beispiel):
- Kaltenberger Mühle – Name des Doppelmühlengebäudes
Heege-Mertes-Mühle – Alternative Schreibweisen in anderen Landkarten oder Urkunden
  - Obermühle – Name der Einzelmühle innerhalb einer Doppelmühle
  - Untermühle – Name der Einzelmühle innerhalb einer Doppelmühle

3. Mühlentyp:
- Es gab Getreidemühlen, Ölmühlen, Schneidmühlen sowie Walk-, Senf-, Gips-, Hammer- und Papiermühlen

4. Beschreibung/Wasserrad:
- Kurze Beschreibung der Mühle, Zustand von Gebäude und Mühlbach, Baujahr, Beschreibung des Wasserrades

5. Stilllegung/Gebäude abgebrochen:
- Jahr der Stilllegung des Mühlenbetriebes und Abbruch oder Versetzung des Gebäudes

6. Triebwasser:
- Name des Gewässers, das die Mühle antrieb (Die Zahl in Klammern gibt die Lage am Gewässer, flussabwärts gesehen, an)

7. Ortsteil:
- Heutiger Ortsteil (in Klammern abweichende frühere Benennung des Mühlortes, zu dem die Mühle zur Zeit ihres Bestehens gehörte, in seiner heutigen Schreibweise)

## Liste
| Bild           | Aufbau | Name Alternativname                                                                                       | Mühlentyp                                                                 | Beschreibung/ Wasserrad | Stilllegung/ Gebäude abgebrochen   | Triebwasser (Flussabwärts) | Ortsteil                                  | Koordinaten (versetzt) |
| -------------- | ------ | --- | ------------------------------------------------------------------------- | --- | ---------------------------------- | -------------------------- | ----------------------------------------- | ---------------------- |
|                |        | Albstädter Mühle                                                                                          | Getreidemühle                                                             | Gebäude erhalten, 1789 im heutigen Mühlengrund errichtet, Wasserrad: Oberschlächtig | 1926 stillgelegt                   | Weibersbach                | Albstadt                                  | ⊙                      |
|                |        | Antonsmühle Untermühle                                                                                    | Getreidemühle                                                             | Gebäude erhalten, 1633 erstmals erwähnt, in der heutigen Mühlstraße errichtet |                                    | Speckkahl (5)              | Sommerkahl (Untersommerkahl)              | ⊙                      |
|                |        | Bachmühle                                                                                                 | Getreidemühle                                                             | Gebäude erhalten |                                    | Laudenbach                 | Kleinlaudenbach                           | ⊙                      |
|                |        | Behlsmühle Untere Mühle                                                                                   | Getreidemühle                                                             | Wasserrad: Unterschlächtig |                                    | Kahl (4)                   | Großlaudenbach                            | ⊙                      |
| weitere Bilder |        | Blankenbacher Mühle - Geiersmühle - Kunkelmühle                                                           | - Getreidemühle - Getreidemühle                                           | Gebäude der Doppelmühle erhalten, in der heutigen Mühlstraße errichtet | 1926 stillgelegt                   | Kahl (11)                  | Kleinblankenbach                          | ⊙                      |
|                |        | Büttnersmühle Untere Mühle                                                                                | Getreidemühle                                                             | Gebäude erhalten |                                    | Westerbach (3)             | Oberwestern                               | ⊙                      |
| weitere Bilder |        | Christmühle Burgmühle Obermühle                                                                           | - Getreidemühle - Getreidemühle                                           | Nur noch Backhaus erhalten. Vermutlich 1312 erstmals urkundlich genannt. Erste gesicherte Erwähnung 1548. Die Mühle betrieb ab 1902 das Sägewerk Reinhart, Wasserräder: Unterschlächtig | 1977 stillgelegt, 1978 abgebrochen | Kahl (26)                  | Alzenau                                   | ⊙                      |
| weitere Bilder |        | Eichenberger Mühle Wüstenmühle                                                                            | Getreidemühle                                                             | Gebäude erhalten, 1760 erbaut, Wasserrad: Oberschlächtig | 1960 stillgelegt                   | Eichenberger Bach          | Eichenberg                                | ⊙                      |
|                |        | Feldkahler Mühle Feldkahlmühle                                                                            | Getreidemühle                                                             | Heute nichts mehr von der Mühle vorhanden |                                    | Feldkahl                   | Feldkahl                                  | ⊙                      |
| weitere Bilder |        | Forstmühle                                                                                                | Schneidmühle                                                              | Gebäude erhalten, Mühlbach noch vorhanden, Wasserrad: Oberschlächtig | 1987 stillgelegt                   | Kahl (5)                   | Schöllkrippen                             | ⊙                      |
| weitere Bilder |        | Gassenmühle Franzenmühle Kilgensteinmühle                                                                 | Getreidemühle                                                             | Gebäude erhalten, Mühlbach noch vorhanden Wasserrad: Unterschlächtig |                                    | Kahl (7)                   | Schöllkrippen (Gasse)                     | ⊙                      |
|                |        | Geisenhof-Mühle Obermühle - Griesmühle - Oster'sche Mühle                                                 | - Getreidemühle - Getreidemühle                                           | Gebäude der Doppelmühle erhalten, 1750 erbaut, Mühlbach noch vorhanden |                                    | Kahl (13)                  | Königshofen a.d.Kahl                      | ⊙                      |
|                |        | Geßnermühle                                                                                               | Getreidemühle                                                             | Gebäude erhalten | 1951 stillgelegt                   | Speckkahl (3)              | Sommerkahl (Obersommerkahl)               | ⊙                      |
|                |        | Glasermühle Gerts-Mühle                                                                                   | Getreidemühle                                                             | Gebäude erhalten, Mühlbach noch vorhanden |                                    | Speckkahl (2)              | Sommerkahl (Obersommerkahl)               | ⊙                      |
|                |        | Glashüttenmühle                                                                                           | Getreidemühle                                                             | Heute nichts mehr von der Mühle vorhanden |                                    | Lindenbach                 | Großkahl                                  | ⊙                      |
|                |        | Grundmühle                                                                                                | Getreidemühle                                                             | Gebäude erhalten, Mühlbach noch vorhanden | 1972 stillgelegt                   | Westerbach (1)             | Huckelheim                                | ⊙                      |
|                |        | Göbelsmühle Untermühle                                                                                    | Getreidemühle                                                             | Gebäude erhalten |                                    | Edelbach (2)               | Edelbach                                  | ⊙                      |
| weitere Bilder |        | Hasenmühle Dehasische Mahlmühle Klostermühle - Hasenmühle Christ Mühle Hofmann - Mühle Reisert Mühle Hein | - Getreidemühle - Getreidemühle                                           | Nur noch das Gebäude der Ölmühle erhalten. 1311 erstmals erwähnt, Mühlbach noch vorhanden, Wasserräder: Unterschlächtig | 1978 stillgelegt, 2015 abgebrochen | Kahl (27)                  | Alzenau                                   | ⊙                      |
| weitere Bilder |        | Heimbacher Mühle Heimbachmühle Untermühle                                                                 | - Getreidemühle - Getreidemühle - Ölmühle                                 | Gebäude erhalten, heute Gasthaus, um 1600 erbaut, Wasserräder und Mühlbach noch vorhanden, Wasserräder: Oberschlächtig | 1971 stillgelegt                   | Reichenbach (3)            | Heimbach                                  | ⊙                      |
| weitere Bilder |        | Hellenthalsmühle Frohnhofer Mühle Untermühle                                                              | - Getreidemühle - Ölmühle                                                 | Gebäude erhalten, 1712 erbaut, Mühlbach und Wehr noch vorhanden, Wasserräder: Unterschlächtig |                                    | Kahl (19)                  | Fronhofen                                 | ⊙                      |
|                |        | Hemsbachmühle                                                                                             | Schneidmühle                                                              | Heute nichts mehr von der Mühle vorhanden, ursprüngliche Getreidemühle zur Schneidmühle umgebaut, 1970 wurde das Sägewerk nach Niedersteinbach verlegt |                                    | Hemsbach                   | Brücken                                   | ⊙                      |
|                |        | Hergelsmühle Staabsmühle Obere Mühle                                                                      | Getreidemühle                                                             | Gebäude erhalten |                                    | Kahl (3)                   | Großlaudenbach                            | ⊙                      |
| weitere Bilder |        | Herrnmühle Herrenmühle Neumühle                                                                           |                                                                           | Heute nichts mehr von der Mühle vorhanden, 1848 von Valentin Kihn gekauft |                                    | Kahl (22)                  | Michelbach                                | ⊙                      |
| weitere Bilder |        | Jakobsthaler Mühle Fleckenstein-Mühle                                                                     | Getreidemühle                                                             | Gebäude erhalten, Wasserrad noch vorhanden. Wasserrad: Oberschlächtig |                                    | Hasselbach                 | Jakobsthal                                | ⊙                      |
|                |        | Kahler Mühle                                                                                              | Getreidemühle                                                             | Heute nichts mehr von der Mühle vorhanden, Wasserrad: Unterschlächtig |                                    | Kahl (2)                   | Großkahl                                  | ⊙                      |
| weitere Bilder |        | Kahlmühle Bamberger Mühle                                                                                 | - Getreidemühle - Ölmühle                                                 | Gebäude erhalten, heute Gasthaus, Wasserräder und Mühlbach noch vorhanden, 1840 wurde die Ölmühle stillgelegt, die Getreidemühle in eine Schneidmühle umgebaut, Wasserräder: Oberschlächtig | 1950 stillgelegt                   | Kahl (1)                   | Bamberger Mühle                           | ⊙                      |
|                |        | Kahlmühle                                                                                                 | Getreidemühle                                                             | Heute nichts mehr von der Mühle vorhanden, am Ende des heutigen Kahlmühlweges errichtet, Wehr und Mühlbach wurden im Rahmen der Kahlregulierung entfernt | 1970 stillgelegt, 1977 abgebrochen | Kahl (21)                  | Niedersteinbach                           | ⊙                      |
| weitere Bilder |        | Kälberauer Mühle Kahltalmühle - Sotermühle - Ullrichmühle                                                 | - Getreidemühle - Getreidemühle                                           | Gebäude der Sotermühle erhalten, heute Landhotel, Wasserräder: Unterschlächtig |                                    | Kahl (25)                  | Kälberau                                  | ⊙                      |
| weitere Bilder |        | Kaltenberger Mühle Kaltenbergermühle Heege-Mertes-Mühle - Obermühle - Untermühle                          | - Schneidmühle - Getreidemühle - Ölmühle                                  | Gebäude der Doppelmühle erhalten, 1609 erstmals erwähnt, heute Mühlenmuseum. Wasserräder und Mühlbach noch vorhanden Wasserräder: Unterschlächtig |                                    | Kahl (14)                  | Königshofen a.d.Kahl (Kaltenberg)         | ⊙                      |
|                |        | Kihn-Mühle                                                                                                | Schneidmühle                                                              | Mühle des Karl Kihn. Heute nichts mehr von der Mühle vorhanden |                                    | Kahl (10)                  | Langenborn                                | ⊙                      |
| weitere Bilder |        | Kihn-Mühle Köhl-Mühle Untermühle                                                                          | - Getreidemühle - Getreidemühle - Getreidemühle - Getreidemühle - Ölmühle | Heute nichts mehr von der Mühle vorhanden. Ursprünglich wurde 1731 die „Brückenmühle“ von Johann Adam Kihn erworben und erweitert. 1848 von Valentin Kihn zur Großmühle ausgebaut. Einst die leistungsfähigste Mühle Unterfrankens, versorgte Michelbach mit elektrischem Strom                          | 1967 stillgelegt, 2011 abgebrochen | Kahl (24)                  | Michelbach                                | ⊙                      |
| weitere Bilder |        | Klappermühlchen                                                                                           | Miniaturmühle                                                             | Gebäude der Miniaturmühle erhalten, 1913 errichtet, Wasserrad und Mühlbach vorhanden Wasserrad: Unterschlächtig |                                    | Einfallsgraben             | Alzenau                                   | ⊙                      |
|                |        | Kleinkahler Bachmühle                                                                                     | Getreidemühle                                                             | Gebäude erhalten, in der heutigen Mühlgasse errichtet, Mühlbach noch vorhanden |                                    | Kleine Kahl                | Kleinkahl                                 | ⊙                      |
|                |        | Kleinsmühle Untermühle                                                                                    | Getreidemühle                                                             | Gebäude erhalten | 1968 stillgelegt                   | Huckelheimer Bach (2)      | Huckelheim                                | ⊙                      |
|                |        | Kleinsmühle Mittelmühle                                                                                   | Getreidemühle                                                             | Heute nichts mehr von der Mühle vorhanden | 1941 stillgelegt, 1960 abgebrochen | Schneppenbach (2)          | Schneppenbach (Unterschneppenbach)        | ⊙                      |
|                |        | Klotzenmühle                                                                                              | - Getreidemühle - Ölmühle                                                 | Gebäude erhalten, Wasserräder und Mühlbach noch vorhanden Wasserräder: Oberschlächtig | 1975 stillgelegt                   | Westerbach (5)             | Unterwestern                              | ⊙                      |
|                |        | Krause Mühle Obere Mühle                                                                                  | Getreidemühle                                                             | Mühlbach noch vorhanden | 1978 stillgelegt                   | Westerbach (2)             | Oberwestern                               | ⊙                      |
|                |        | Lohmühlen Pleisteinmühle Bruchmühle - Lohmühle 1 - Lohmühle 2                                             | - Getreidemühle - Ölmühle                                                 | Gebäude der Doppelmühle erhalten |                                    | Kahl (35)                  | Kahl a. M.                                | ⊙                      |
|                |        | Mittelmühle                                                                                               | Schneidmühle                                                              | Heute nichts mehr von der Mühle vorhanden |                                    | Querbach                   | Huckelheim                                | ⊙                      |
|                |        | Mittelmühle                                                                                               |                                                                           | Heute nichts mehr von der Mühle vorhanden |                                    | Krombach (2)               | Unterschur                                | ⊙                      |
| weitere Bilder |        | Mittlere Teufelsmühle Obere Teufelsmühle                                                                  | Getreidemühle                                                             | Heute nichts mehr von der Mühle vorhanden, Blockhaus auf den Grundmauern errichtet, Reste des Mühlbaches noch sichtbar, Wasserrad: Oberschlächtig | 1890 stillgelegt, 1893 abgebrochen | Omersbach (2)              | Omersbach                                 | ⊙                      |
| weitere Bilder |        | Naßmühle Klugermühle Wildzigmühle                                                                         | - Getreidemühle - Getreidemühle                                           | 1589 erstmals erwähnt |                                    | Kahl (34)                  | Großkrotzenburg                           | ⊙                      |
|                |        | Neumühle                                                                                                  | - Getreidemühle - Getreidemühle - Ölmühle                                 | Heute nichts mehr von der Mühle vorhanden, Mühlbach wurde 1988 zugeschüttet | 1959 stillgelegt                   | Westerbach (8)             | Schöllkrippen (Burg)                      | ⊙                      |
| weitere Bilder |        | Obere Fallermühlen Fischermühle - Obere Fallermühle 1 - Obere Fallermühle 2                               | - Getreidemühle - Getreidemühle                                           | Gebäude der Doppelmühle erhalten |                                    | Kahl (31)                  | Kahl a. M.                                | ⊙                      |
|                |        | Obere Teufelsmühle                                                                                        | Getreidemühle                                                             | Heute nichts mehr von der Mühle vorhanden, 1985 wurden die Fundamente der ehem. Mühle entdeckt | 1840 etwa verschwunden             | Omersbach (1)              | Omersbach                                 | ⊙                      |
| weitere Bilder |        | Oberlohrgrundmühle                                                                                        | Schneidmühle                                                              | Gebäude erhalten, Mühlbach noch vorhanden |                                    | Lohrbach (1)               | Heinrichsthal                             | ⊙                      |
|                |        | Obermühle                                                                                                 | Getreidemühle                                                             | Heute nichts mehr von der Mühle vorhanden |                                    | Krombach (1)               | Krombach (Mittelkrombach)                 | ⊙                      |
| weitere Bilder |        | Obermühle                                                                                                 | - Getreidemühle - Getreidemühle                                           | Gebäude erhalten, 1848 von Valentin Kihn gekauft, Wehr und Mühlbach im Zuge des Ausbaus der Staatsstraße 2305 entfernt |                                    | Kahl (23)                  | Michelbach                                | ⊙                      |
| weitere Bilder |        | Obermühle - Hennesemühle - Gretelsmühle                                                                   | - Getreidemühle - Ölmühle - Getreidemühle - Ölmühle                       | Gebäude der Doppelmühle erhalten, 1715 erstmals erwähnt, am Ende der heutigen Mühlgasse errichtet, Wasserräder: Unterschlächtig | 1977 stillgelegt                   | Kahl (18)                  | Mömbris                                   | ⊙                      |
|                |        | Obermühle                                                                                                 | Getreidemühle                                                             | Heute nichts mehr von der Mühle vorhanden |                                    | Schneppenbach (1)          | Schneppenbach (Oberschneppenbach)         | ⊙                      |
|                |        | Obermühle - Griesmühle - Brücknersmühle                                                                   | - Getreidemühle - Getreidemühle                                           | Gebäude der Doppelmühle erhalten, Wasserräder, Wehr und Mühlbach noch vorhanden, Wasserräder: Unterschlächtig |                                    | Kahl (15)                  | Schimborn                                 | ⊙                      |
|                |        | Obermühle Obere Mühle                                                                                     | - Getreidemühle - Ölmühle                                                 | Heute nichts mehr von der Mühle vorhanden | 1900 stillgelegt                   | Speckkahl (1)              | Sommerkahl (Obersommerkahl)               | ⊙                      |
| weitere Bilder |        | Ölmühle Ölmühle Hofmann Ölmühle Hein                                                                      | - Ölmühle - Ölmühle                                                       | Gebäude der Ölmühle Hofmann erhalten, Ölmühle Hein etwa 1960 abgebrochen, 1801 errichtet, Mühlbach noch vorhanden |                                    | Kahl (28)                  | Alzenau                                   | ⊙                      |
| weitere Bilder |        | Ölmühle Flederichsmühle Flitternmühle                                                                     | - Ölmühle - Getreidemühle                                                 | Gebäude erhalten, im Fränkischen Freilandmuseum Bad Windsheim wieder errichtet Wasserräder: Unterschlächtig | 1950 stillgelegt, 1986 versetzt    | Kahl (12)                  | Königshofen a.d.Kahl (Erlenbach a.d.Kahl) | ⊙(⊙)                   |
| weitere Bilder |        | Ölmühle Wenzelsmühle Ölmühle Grünewald                                                                    | Ölmühle                                                                   | Gebäude erhalten, 1780 am Ende der heutigen Mühlgasse errichtet, am Parkplatz in der Nähe des Marktplatzes wieder aufgebaut, Wasserrad: Unterschlächtig | 1954 stillgelegt, 1977 versetzt    | Kahl (17)                  | Mömbris                                   | ⊙(⊙)                   |
|                |        | Ölmühle Ölmühle Reusing                                                                                   | Ölmühle                                                                   | Gebäude erhalten |                                    | Westerbach (7)             | Schneppenbach (Unterschneppenbach)        | ⊙                      |
| weitere Bilder |        | Papiermühle Pepplerische Mühle Stahlmühle                                                                 | - Papiermühle - Ölmühle                                                   | Heute nichts mehr von der Mühle vorhanden. Aus der ursprünglichen Getreidemühle, im Bereich der heutigen Siedlung „In den Mühlgärten“, ging die spätere Cellulosefabrik hervor. 1548 erstmals erwähnt. Später zur Stahlmühle, dann zur Papiermühle umgebaut. Früherer Kollergang im Mühlweg ausgestellt. |                                    | Kahl (29)                  | Alzenau                                   | ⊙                      |
|                |        | Pfaffsmühle                                                                                               | Getreidemühle                                                             | Gebäude erhalten, Wasserrad: Oberschlächtig | 1955 stillgelegt                   | Speckkahl (4)              | Sommerkahl (Untersommerkahl)              | ⊙                      |
|                |        | Pfarrsmühle                                                                                               | Getreidemühle                                                             | Mühlbach noch vorhanden Wasserrad: Unterschlächtig | 1965 stillgelegt                   | Kahl (8)                   | Schöllkrippen (Hofgut)                    | ⊙                      |
| weitere Bilder |        | Reichenbacher Mühle Glasermühle                                                                           |                                                                           | Nur noch Nebengebäude erhalten |                                    | Reichenbach (2)            | Reichenbach                               | ⊙                      |
|                |        | Reusing-Mühle Untermühle                                                                                  | Getreidemühle                                                             | Gebäude erhalten |                                    | Westerbach (6)             | Schneppenbach (Unterschneppenbach)        | ⊙                      |
|                |        | Sackmühle                                                                                                 | - Getreidemühle - Ölmühle                                                 | Wurde im Bereich des heutigen Sackhauses errichtet. Aus der Mühle mit seiner Hofsiedlung erwuchs Schöllkrippen |                                    | Kahl (9)                   | Schöllkrippen                             | ⊙                      |
| weitere Bilder |        | Sandmühlen - Sandmühle 1 - Sandmühle 2                                                                    | - Getreidemühle - Getreidemühle                                           | Von 1895 bis 1900 als Senfmühle betrieben Wasserräder: Unterschlächtig |                                    | Kahl (30)                  | Kahl a. M.                                | ⊙                      |
| weitere Bilder |        | Schäfereimühlen Falletsmühle Scheibigsmühle - Schäfereimühle 1 - Schäfereimühle 2                         | - Getreidemühle - Schneidmühle                                            | Gebäude der Doppelmühle erhalten | 1962 stillgelegt                   | Kahl (33)                  | Kahl a. M.                                | ⊙                      |
| weitere Bilder |        | Schloßmühle                                                                                               | Getreidemühle                                                             | Heute nichts mehr von der Mühle vorhanden |                                    | Rückersbach                | Wasserlos                                 | ⊙                      |
|                |        | Schnettersmühle Obermühle                                                                                 | Getreidemühle                                                             | Gebäude erhalten, Wasserrad: Oberschlächtig | 1974 stillgelegt                   | Edelbach (1)               | Edelbach                                  | ⊙                      |
|                |        | Stocksmühle Holländer Mühle                                                                               | Getreidemühle                                                             | In der heutigen Mühlstraße errichtet, Wasserrad: Oberschlächtig |                                    | Huckelheimer Bach (1)      | Huckelheim                                | ⊙                      |
|                |        | Streumühle                                                                                                | Getreidemühle                                                             | Heute nichts mehr von der Mühle vorhanden, 1848 von Valentin Kihn gekauft |                                    | Streu                      | Michelbach                                | ⊙                      |
|                |        | Strohmühle                                                                                                | Getreidemühle                                                             | Gebäude erhalten, Mühlbach noch vorhanden Wasserrad: Unterschlächtig |                                    | Kahl (6)                   | Schöllkrippen (Gasse)                     | ⊙                      |
| weitere Bilder |        | Strötzbacher Mühle - Koch-Mühle - Brückner-Mühle                                                          | - Getreidemühle - Getreidemühle                                           | Gebäude der Doppelmühle erhalten, 1650 im heutigen Mühlweg erbaut, heute Mühlenmuseum. Wasserräder, Wehr und Mühlbach noch vorhanden. Wasserräder: Unterschlächtig | 1970 stillgelegt                   | Kahl (20)                  | Strötzbach                                | ⊙                      |
|                |        | Untermühle                                                                                                | Getreidemühle                                                             | Heute nichts mehr von der Mühle vorhanden |                                    | Krombach (3)               | Großblankenbach                           | ⊙                      |
|                |        | Untermühle - Wolpertsmühle Schneidmühle - Röllsmühle                                                      | - Schneidmühle - Getreidemühle                                            | Heute nichts mehr von der Doppelmühle vorhanden | 1966 stillgelegt                   | Kahl (16)                  | Schimborn                                 | ⊙                      |
| weitere Bilder |        | Untere Fallermühlen Appeltsmühle Obermühle - Untere Fallermühle 1 - Untere Fallermühle 2                  | - Getreidemühle - Getreidemühle                                           | Gebäude der Doppelmühle erhalten | 1965 stillgelegt                   | Kahl (32)                  | Kahl a. M.                                | ⊙                      |
|                |        | Untere Teufelsmühle                                                                                       | Getreidemühle                                                             | Heute nichts mehr von der Mühle vorhanden |                                    | Omersbach (3)              | Omersbach                                 | ⊙                      |
| weitere Bilder |        | Unterlohrgrundmühle Schreinersmühle                                                                       | Getreidemühle                                                             | Gebäude erhalten, Mühlbach noch vorhanden, Wasserrad: Oberschlächtig | 1972 stillgelegt                   | Lohrbach (2)               | Heinrichsthal                             | ⊙                      |
|                |        | Unterwestern-Mühle                                                                                        | Getreidemühle                                                             | Gebäude erhalten |                                    | Westerbach (4)             | Unterwestern                              | ⊙                      |
|                |        | Wisselsmühle Obermühle                                                                                    | Getreidemühle                                                             | Heute nichts mehr von der Mühle vorhanden |                                    | Hohlenbach                 | Rothengrund                               | ⊙                      |
|                |        | Wombachermühle                                                                                            | Getreidemühle                                                             | Am Fuße des heutigen Mühlberges errichtet, Wasserrad: Oberschlächtig |                                    | Reichenbach (1)            | Reichenbach                               | ⊙                      |

### Weitere Mühlennamen
1. ↑  Weitere Namen der Christmühle: Cotrellische Mühle
2. ↑  Weitere Namen der Gassenmühle: Ambergsmühle
3. ↑  Weitere Namen der Hasenmühle: Mühle zu Wilmundsheim
4. ↑  Weitere Namen der Kihn-Mühle: Brückenmühle
5. ↑  Weitere Namen der Lohmühlen: Unterste Mühle
6. ↑  Weitere Namen der Papiermühle: Habermühle, Lumpenmühle, Untere Mühle
7. ↑  Weitere Namen der Untere Fallermühlen: Obere Ortsmühle

### Umbau
1. 1 2  Später zur Schneidmühle umgebaut
2. ↑  Später zur Walkmühle umgebaut
3. 1 2  Zuvor Getreidemühle
4. 1 2  Später zur Senfmühle umgebaut